# Pethangtse
Der Pethangtse ist ein Sechstausender an der Grenze zwischen der nepalesischen Verwaltungszone Koshi und Tibet südöstlich des Mount Everest.
Der 6739 m hohe Pethangtse liegt in Fortsetzung des Lhotse-Nuptse-Kamms. Im Westen erhebt sich der Shartse. Nach Südosten setzt sich der Bergkamm zum Makalu-Massiv fort. Entlang der Nordflanke strömt der Kangshunggletscher in östlicher Richtung. Im Süden befindet sich das Nährgebiet des Barungletschers.

## Besteigungsgeschichte
Der Pethangtse wurde im Mai 1954 im Rahmen der Makalu-Erkundungsexpedition für Edmund Hillary von Michael Ball, Norman Hardie, Brian Wilkins und Urkien Sherpa von Südosten kommend erstbestiegen.